# WWF No Mercy
WWF No Mercy é um jogo de luta exclusivo para o Nintendo 64. Nele você pode jogar com mais de 50 lutadores, além de poder criar o seu próprio, podendo atribuir um tipo físico, definir o estilo de luta e os golpes. Também se pode editar a facilidade de o lutador sangrar e como ele reage a isso (há lutadores que melhoram quando sangram). Os modos de jogo também são variados como: Royal Rumble, Pay per view, King of the Ring, Guest Referee, Ladder Mach e Ironman Match. Na opção Royal Rumble até 4 brutamontes se digladiam. Mas, o que se tornou mais atraente nesse jogo é o visual mais definido e a ótima movimentação dos personagens.
Também outra ótima possibilidade é de usar o espaço de um dos lutadores e mudar as outras 3 roupas para novos personagens, coisa que já existia em WWF WrestleMania 2000, porém em WWF - No Mercy, o jogador pode mudar o peso, a altura, o tema e o titantron, o que não era permitido em WWF WrestleMania 2000, entretanto, os personagens que dividirem o mesmo espaço, usaram a mesma Moveset, o que é visível ao jogar com personagens que dividem o mesmo espaço como Terri e Debra, Taka Michinoku e Funaki e Ivory e Jacqueline, os três casos que já são destravados no início do jogo.